# Tricheurypon
Tricheurypon är ett släkte av svampdjur. Tricheurypon ingår i familjen Raspailiidae.
Släktet innehåller bara arten Tricheurypon viride.